# Vera Hartmann
Vera Hartmann (* 1970 in Gießen) ist eine deutsche Architektin.

## Leben
Vera Hartmann studierte Architektur an der BTU Cottbus, an der Escola Tècnica Superior d’Arquitectura de Barcelona (ETSAB) bei Enric Miralles und an der Hochschule der Künste Berlin. Studienbegleitend arbeitete sie im Architekturbüro Angélil Graham in Zürich sowie bei Asymptote Architecture in New York. 1999 legte sie ihre Diplomprüfung ab.
Seit 2000 arbeitet Vera Hartmann bei Sauerbruch Hutton und hat dort u. a. Wohn- und Bildungsbauten als Projektleiterin begleitet und verantwortet. Weitere Schwerpunkte ihrer Arbeit sind Innenarchitektur, Holzbau sowie das Bauen im Bestand (siehe folgender Abschnitt). 2020 wurde sie Partnerin in dem Architekturbüro, seit 2023 ist sie mit Matthias Sauerbruch und Juan Lucas Young Geschäftsführerin. 2024 wurde Vera Hartmann in den Bund Deutscher Architektinnen und Architekten berufen.

## Bauten und Projekte (Auswahl)
- Immanuel-Kirche und Gemeinedezentrum Köln (2013)[6]
- Wohn- und Atelierhaus „Haus 6“ Berlin (2017)[7]
- Erweiterung Berlin Metropolitan School (2020)[2]
- Quartier Lehrter Straße Berlin mit Wohnhochhaus Fritz Tower (2020)[8]
- Umbau Fernmeldegebäude Konstanz (seit 2018)[9]

## Veröffentlichungen
- Christina Bylow: Im Osten was Neues: Areal in Weißensee wird zum architektonischen Experimentierfeld. Ein Firmen-Areal im Osten Berlins als Modellprojekt für nachhaltiges Bauen: Die Architektin Vera Hartmann von Sauerbruch Hutton gibt Einblicke in das innovative Projekt. In: Berliner Zeitung. 24. Juni 2024, archiviert vom Original am 25. Juni 2024; abgerufen am 20. Juli 2024.
- Ralf Schönball, Caspar Schwietering: „Niemandem ist geholfen, wenn ganze Siedlungen im Stil von Notunterkünften entstehen“. Die Star-Architekten Matthias Sauerbruch und Vera Hartmann über die Bau-Offensive der Bundesregierung. In: Der Tagesspiegel. 1. März 2024, S. 14–15.
- Vera Hartmann, Christine Lemaitre, Tim Rieniets, Max Moor: 16. Architekturquartett NRW - Kreislauf! Architektenkammer NRW, 27. November 2023, abgerufen am 8. März 2024.
- Messe Schulbau: Sanierung und Urban Mining: Plattenbauten zu Schulen auf YouTube, 3. Juli 2023, abgerufen am 11. März 2024 (Schulbau Podcast; Laufzeit: 07:00 min).